# La Bonne (film)
Pour les articles homonymes, voir Bonne.
Ne doit pas être confondu avec La Bonne (institution).
Pour plus de détails, voir Fiche technique et Distribution.
La Bonne est un film érotique franco-italien réalisé par Salvatore Samperi et sorti en 1986.

## Scénario
Dans la ville de Vicence, en 1956, Anna est l'épouse de Giacomo, homme politique local. Elle vit à la maison toute la journée, s'occupant de sa belle-mère.
Au fil du temps, elle apprend à mieux connaître Angela, une femme de chambre avisée qui, pour surmonter la monotonie des journées provinciales, l'initie à des confidences qui conduisent bientôt à des jeux érotiques qui finissent en ménage à trois avec le pharmacien Mario.

## Fiche technique
- Titre original et français : La Bonne[2]
- Réalisation : Salvatore Samperi
- Scénario : Salvatore Samperi, Alessandro Capone, Luca D'Alisera, Riccardo Ghione
- Photographie : Camillo Bazzoni
- Montage : Sergio Montanari
- Musique : Riz Ortolani
- Décors : Maria Chiara Gamba
- Costumes : Vera Cozzolino
- Maquillage : Rosario Prestopino
- Production : Achille Manzotti, Raffaello Sarago, Alessandro Capone, André Djaoui
- Sociétés de production : Faso Film (Rome), Producteurs Associés (Paris)
- Pays de production :  Italie -  France
- Langue originale : italien
- Format : Couleurs par Eastmancolor - 1,66:1
- Durée : 82 minutes
- Genre : Film érotique
- Dates de sortie :
  - Italie : 18 avril 1986
  - France : 22 juillet 1987

## Distribution
- Florence Guérin : Anna Mattei
- Trine Michelsen (da) : Angela
- Cyrus Elias (it) : l'avocat Giacomo Menegatti
- Benito Artesi (it) : carabinier
- Rita Savagnone : Giovanna
- Silvio Anselmo (it) : Mario
- Lorenzo Lena : Carlo, le petit ami d'Angela
- Clara Bertuzzo : Clélia
- Antonia Cazzola : Maria
- Roberta Orlandi : Anna
- Antonella Ponziani : la nouvelle bonne
- Bruna Simionato : Jane
- Ida Eccher : la mère de Giacomo

## Bande originale
L'auteur de la musique du film est le compositeur Riz Ortolani.